# Urząd Leezen
Urząd Leezen (niem. Amt Leezen) – urząd w Niemczech w kraju związkowym Szlezwik-Holsztyn, w powiecie Segeberg. Siedziba urzędu znajduje się w miejscowości Leezen.
W skład urzędu wchodzi dwanaście gmin oraz jeden obszar wolny administracyjnie (gemeindefreies Gebiet):
1. Bark
2. Bebensee
3. Fredesdorf
4. Groß Niendorf
5. Högersdorf
6. Kükels
7. Leezen
8. Mözen
9. Neversdorf
10. Schwissel
11. Todesfelde
12. Wittenborn
13. Buchholz – obszar wolny administracyjnie